# Şirəli Müslümov
Şirəli Müslümov (cirillico esteso: Ширəли Mүcлүмов, pronuncia: /ʃiræˈli mysˈlymov/; Barzavu, 26 marzo 1805 – Barzavu, 2 settembre 1973) è stato un pastore azero che, secondo quanto da lui asserito, sarebbe vissuto 168 anni. Di etnia azera, si trova attestato anche come Shirali Muslimov o Mislimov: la trascrizione corrente del suo nome deriva dalla riadozione dell'alfabeto latino da parte della lingua azera.

## Leggenda
Şirəli Müslümov viveva a Barzavu, un piccolo villaggio della regione di Lerik, l'area montuosa dell'Azerbaigian presso il confine iraniano nella quale sarebbe nato nel 1805. Secondo il mito, l'uomo avrebbe lavorato fino a 165 anni. Müslümov, musulmano, non fumava e non beveva; si nutriva di frutta, verdura, pane integrale, brodo di pollo, formaggi magri e yogurt. Ebbe tre mogli, la terza delle quali aveva 107 anni all'epoca della sua morte ed era di sette anni più anziana di uno dei nipoti dell'uomo. Si raccontano però a tale proposito molti altri aneddoti, alcuni dei quali pretendono che le mogli fossero sei e che la seconda fosse rimasta incinta oltre i settant'anni.
Müslümov si ammalò di polmonite nell'inverno 1972-1973, ma sopravvisse almeno fino al 168º compleanno, per spegnersi solo nella tarda estate.

## Caso
Il caso Müslümov divenne noto nel 1963, quando un giovane fotoreporter della TASS, Kalman Kaspiev, si recò a Barzavu per intervistare l'anziano. Atti di vecchia data certificavano la nascita nel 1805, attestando una età di 158 anni. La stampa ufficiale sovietica trattò a fondo il caso: Müslümov era stato lavoratore in un kolchoz, ricordava i tempi della Russia zarista e, richiesto di un confronto, aveva elogiato il nuovo regime. La vicenda di Şirəli Baba (Nonno Şirəli) fece perciò il giro del mondo.
Perfino la National Geographic accreditò la vicenda, anche se in seguito ritrattò. Nel Caucaso degli anni settanta altri casi simili fecero notizia, al punto che si tentò di dar loro una spiegazione scientifica, o per ragioni commerciali: essendo stato suggerito che la longevità fosse legata a una dieta di latticini, e in particolare di yogurt, la Danone avvalorò questa tesi per promuovere le proprie vendite.
Ma il servizio di Kaspiev cambiò anche la vita del piccolo villaggio azero, nel quale furono portate elettricità, radio e televisione; fu inoltre costruita una strada che sarebbe servita ai curiosi e alle stesse istituzioni governative per incontrare e onorare al meglio quello che ritenevano l'uomo più longevo del mondo. L'anziano fu colmato di doni e provvisto di una speciale pensione, e nel 1964 il governo sovietico organizzò una festa per il suo presunto 159º compleanno.

## Interpretazione successiva
Il solo indizio dell'improbabile longevità di Müslümov è un passaporto ufficiale con la data di nascita del 26 marzo 1805. Indipendentemente dall'inverosimiglianza del caso, il Guinness dei primati non ritiene raggiunta alcuna prova. Nel 1986 (anno della morte ad apparenti 120 anni di Shigechiyo Izumi) la pubblicazione menziona a margine dei primati di longevità anche l'anziano azero, sottolineando come nessun giornalista o ricercatore occidentale sia stato ammesso a incontrare l'uomo.
Il biologo dissidente Žores Medvedev ritiene che ai primi del Novecento molti uomini russi falsificassero i documenti, aumentandosi l'età per sfuggire alla coscrizione nell'esercito zarista; contro questa opinione Karaev rileva però che gli azeri non venivano in realtà arruolati nelle armate imperiali. Sulla scia di Medvedev si pone Matsuzaki nella confutazione dell'esistenza di un "villaggio dei centenari" in Georgia. Casi di diserzione a parte, il fenomeno della longevità estrema in Caucaso viene spiegato in termini antropologici: esso si inserisce infatti nel contesto di una cultura che venera e fa oggetto di profondo rispetto l'età avanzata. Medvedev nota ancora come gli esami svolti nel 1972 su alcuni presunti ultracentenari caucasici abbiano rilevato in tali persone funzioni vitali e metaboliche simili a quelle dei sessantenni.
In ogni caso, allo stato dei fatti si può solo considerare la vicenda di Müslümov come un mito di longevità umana.